# Тхімпху-чортен
27°27′59″ пн. ш. 89°38′16″ сх. д. / 27.46639° пн. ш. 89.63778° сх. д.

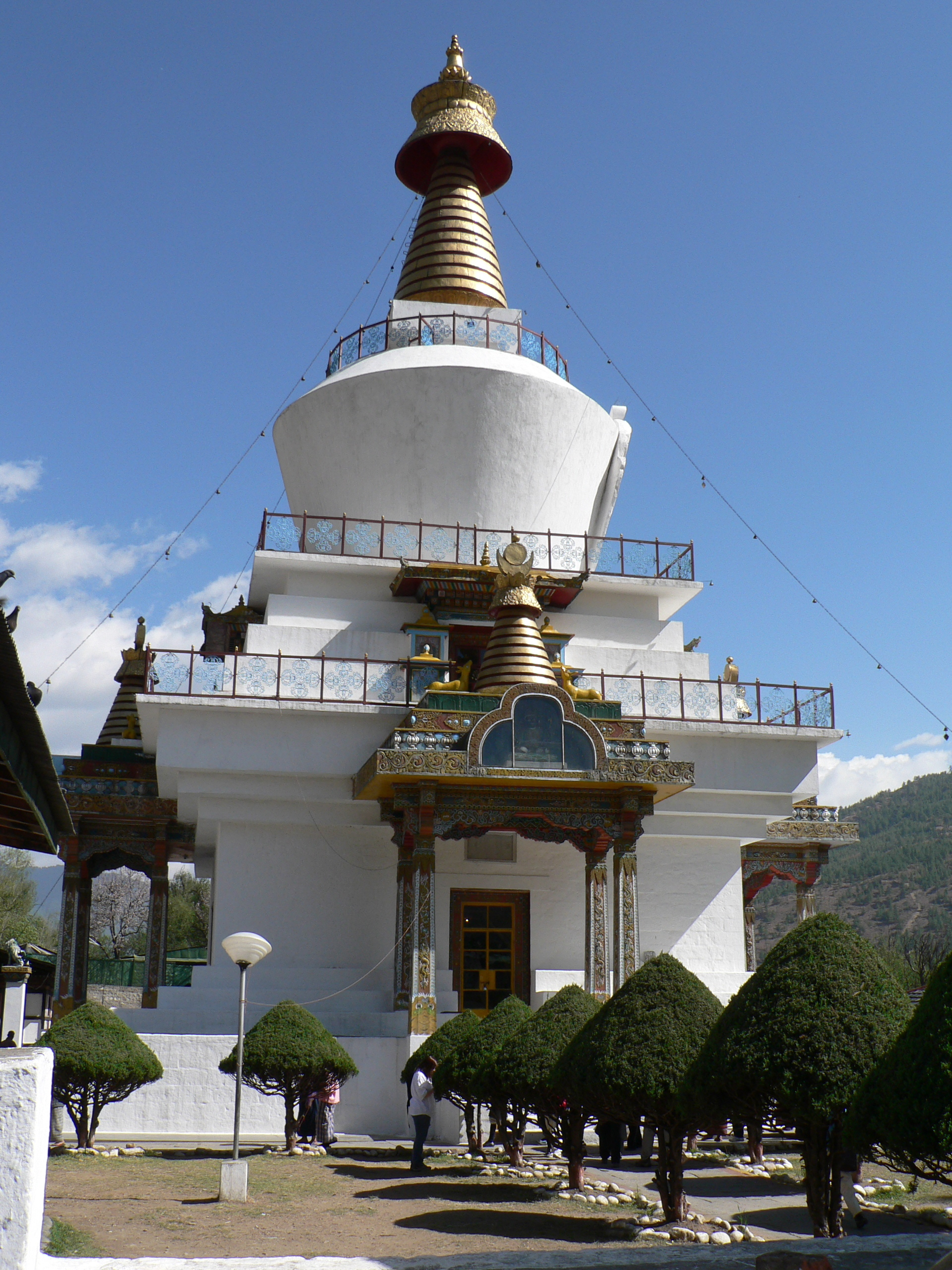
Тхімпху-чортен

Меморіальний чортен у Тхімпху — буддійський монастир в Бутані, розташований на Добум Лам у південно-центральній частині Тхімпху, неподалік від індійського військового госпіталю.

## Основні відомості
Чортен зведено 1974 року в пам'ять про Третього короля Бутану Джігме Дорджі Вангчука (1928–1972). Цей чортен охоче відвідують бутанці й туристи, він є однією з головних пам'яток міста. 2008 року чортен було відремонтовано та розширено. Він вважається найпомітнішим релігійним об'єктом в Бутані. Його освятив Дуджом Рінпоче.
На відміну від інших чортенів, там не містяться рештки короля, там розміщена фотокартка померлого короля в церемоніальному одязі в залі на першому поверсі. Будівництво цього чортена відповідає волі короля, який бажав збудувати просторове втілення свідомості Будди
Чортен відвідують паломники, оскільки вважається, що Третій король Бутану мав особливу святість й дивовижні властивості.

## Історія
Проект Меморіального чортена належить Дунгсе Рінпоче (1904–1987) відповідно до традицій школи Н'їнгма. Чортен було зведено 1974 року як данина пам'яті королю, померлому 1972 року. Будівництво здійснювалось за ініціативою королеви-матері Аші Пхунцо Чоден Вангчук.

## Архітектура
Чортен планувався як найпомітніша релігійна споруда в столиці. Чортен виконано в тибетському стилі, як класична ступа, з пірамідальною колоною, увінчаною півмісяцем і Сонцем.
Всередині чортена встановлено унікальний вівтар, в центрі якого - Будда Самантабхадра, тантричне божество в формі яб-юм, що символізує Дхармакаю — блакитне, приховане тіло Будди. З боків розташовано кілька десятків інших тантричних божеств, нерідко у гнівній формі та в формі яб-юм.
До чортена примикає монастирська будівля.

### Зовнішня сторона
Чортен вінчає золотий шпиль, над яким ще один, малий золотий шпиль. Ступа розміщується в саду. Біля входу в комплекс стоять захисники — Авалокітешвара, Манджушрі й Ваджрапані. Всередині — Шабдрунг, Будда й Падмасамбхава. Праворуч — великі молитовні колеса. Старі регулярно приходять крутити молитовні колеса й передусім велике червоне колесо та читають молитви в храмі. Комплекс має чотири входи, але тільки один відкрито для відвідувачів храму.

### Інтер'єр
|                                                     |  |  |
| Ліворуч: вид збоку. Праворуч: Вид з головного входу |  |  |

Чортен має чотири вівтарі в заглибленнях ступи, в кожному з яких — статуї й мандали. Нижній поверх присвячено божеству Пхурпа. На вівтарях містяться зображення Третього короля.
Сходами можна піднятись на другий, третій та верхній поверхи. На кожному з них — свої ніші з вівтарями, інтер'єр прикрашений дерев'яним різьбленням. Третій поверх присвячено школі Каг'ю.
Тексти в чортені були приховані Падмасамбхавою, а потім знайдені як тертони у XII та XIX століттях.
Верхній поверх містить зображення богів школи н'їнгма, які відповідають їхньому баченню у проміжному стані бардо. Ще вище верхнього поверху можна піднятись на галерею, звідки відкривається вид на місто.

## Релігійна практика та святацечу

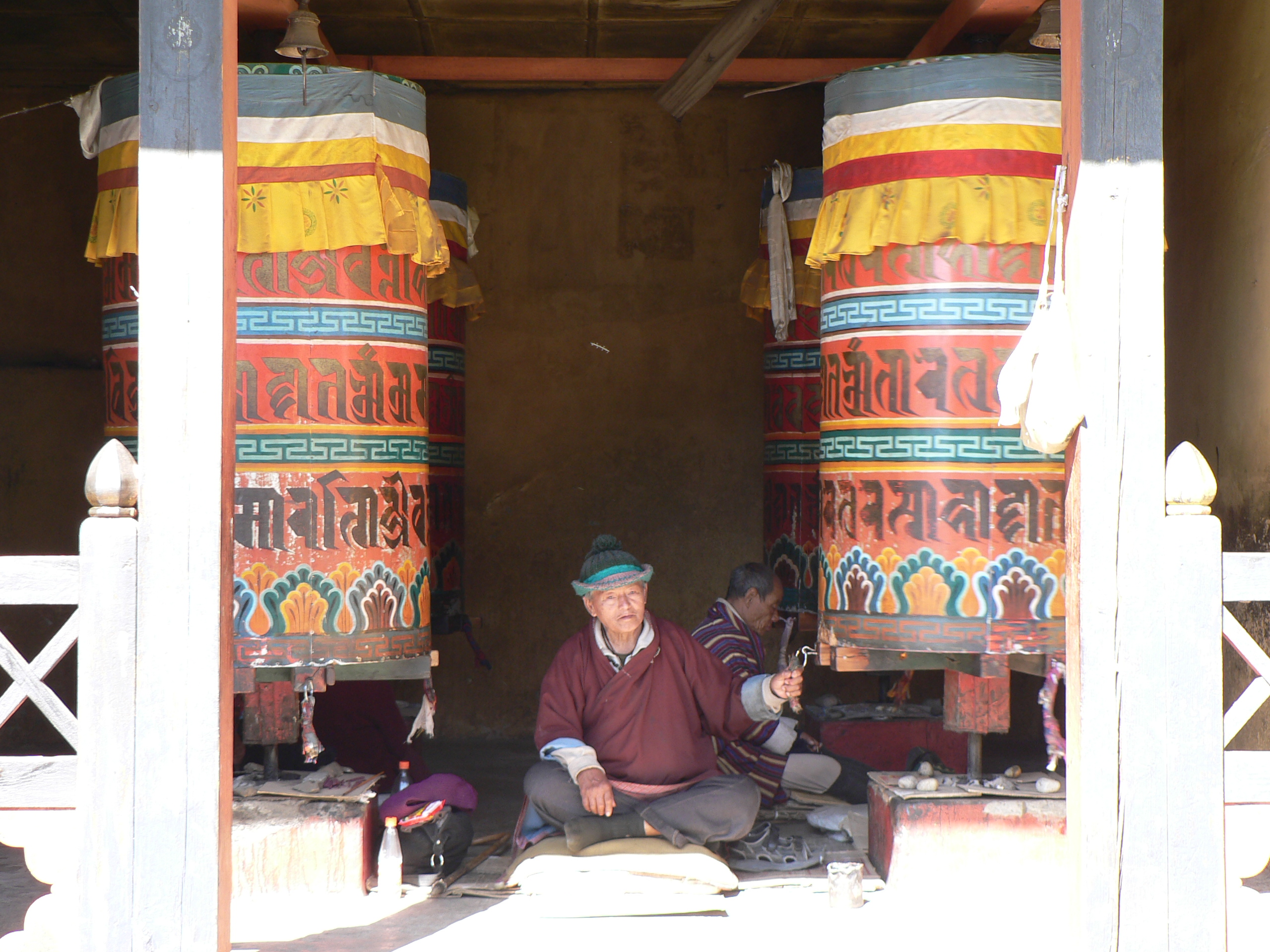
Молитовні колеса

Чортен прийнято, відповідно до буддійської традиції, обходити за годинниковою стрілкою, при цьому крутити молитовні колеса.
Велике свято «Молам Ченмо» супроводжується ритуалами, які проводить Дже Кемпо (релігійний лідер Бутану), він роздає благословення присутнім.